# Eutrepsia tortricina
Eutrepsia tortricina là một loài bướm đêm trong họ Geometridae.